# Dinner for Schmucks
Dinner for Schmucks er en amerikansk komediefilm fra 2010 og en engelsksproget version af den franske film Le dîner de cons. Instruktøren Jay Roach har udtalt, at filmen snarere er "inspireret af" originalen end en genindspilning af den.
Manuskriptet er skrevet af David Guion og Michael Handelman, og filmen har Steve Carell og Paul Rudd som hovedpersoner; de to havde tidligere spillet sammen i Anchorman: The Legend of Ron Burgundy og The 40 Year Old Virgin.  Filmen havde biografpremiere 30. juli 2010 i USA.
Zach Galifianakis vandt Comedy Award for "Bedste Komedie Skuespiller – Film" for sin rolle som Therman Murch i filmen.

## Medvirkende
- Paul Rudd som Timothy J. "Tim" Conrad
- Steve Carell som Barry Speck
- Stephanie Szostak som Julie
- Jemaine Clement som Kieran Vollard
- Lucy Punch som Darla
- Zach Galifianakis som Therman Murch
- Bruce Greenwood som Lance Fender
- Ron Livingston somk Caldwell
- Andrea Savage som Robin
- David Walliams som Mueller
- Rick Overton som The Beard Champion
- P. J. Byrne som Davenport
- Octavia Spencer som Madame Nora
- Alex Parlar som Santiago Pérez
- Jeff Dunham som Lewis / Diane
- Chris O'Dowd som Marco
- Kristen Schaal som Susana
- Patrick Fischler som Vincenzo
- Randall Park som Henderson
- Larry Wilmore som Williams
- Alex Borstein som Martha (Barrys kone / Thermans kæreste)

Budgettet for filmen blev delt mellem distributøren Paramount Pictures, DreamWorks Pictures og Spyglass Entertainment. Produktionens budget var på 69 millioner dollars, men takket være skattelettelser endte omkostningerne på 62,7 millioner dollars.
Til optagelserne af det gods, hvor middagscenen foregår, brugte filmholdet det samme sted, som blev brugt til Wayne Manor i 1960'ernes Batman-tv-serie.